# 加利福尼亞州學院和大學列表
以下是加利福尼亞州目前运营的公立和私立高等教育机构列表。

### 聯邦大學
- 海軍研究院，蒙特瑞（Naval Postgraduate School, Monterey）
- 国防語言學院，蒙特瑞（Defense Language Institute, Monterey）

### 公立大學
- 加州州立大學（California State University）
  - 圣路易斯欧比斯普分校（California State Polytechnic University, San Luis Obispo）
  - 加利福尼亞海事學院（California Maritime Academy）
  - 加州理工州立大學（California Polytechnic State University, San Luis Obispo）
  - 加州州立理工大學波莫那（California State Polytechnic University, Pomona）
  - 加州州立大學貝克斯菲爾德分校（California State University, Bakersfield）
  - 加州州立大學海峽群島分校（California State University, Channel Islands）
  - 加州州立大學奇科分校（California State University, Chico）
  - 加州州立大學多明格斯山分校（California State University, Dominguez Hills）
  - 加州州立大學東灣（California State University, East Bay）
  - 加州州立大學弗雷斯諾分校（California State University, Fresno）
  - 加州州立大學富勒頓分校（California State University, Fullerton）
  - 加州州立大学长滩分校（California State University, Long Beach）
  - 加州州立大學洛杉磯（California State University, Los Angeles）
  - 加州州立大學蒙特利灣分校（California State University, Monterey Bay）
  - 加州州立大學北嶺分校（California State University, Northridge）
  - 加州州立大學沙加緬度（California State University, Sacramento）
  - 加州州立大學聖貝納迪諾（California State University, San Bernardino）
  - 加州州立大學聖馬科斯分校（California State University, San Marcos）
  - 加州州立大學斯坦尼斯洛斯分校（California State University, Stanislaus）
  - 洪堡州立大學（Humboldt State University）
  - 聖地牙哥州立大學（San Diego State University）
  - 旧金山州立大学（San Francisco State University）
  - 聖荷西州立大學（San José State University）
  - 索諾馬州立大學（Sonoma State University）
- 加州大學（University of California）
  - 柏克萊分校（University of California, Berkeley）
  - 戴維斯分校（University of California, Davis）
  - 舊金山法學院（University of California College of the Law, San Francisco）
  - 爾灣分校 （University of California, Irvine）
  - 洛杉磯分校（University of California, Los Angeles）
  - 美喜德分校（University of California, Merced）
  - 河濱分校（University of California, Riverside）
  - 聖地牙哥分校（University of California, San Diego）
  - 舊金山分校（University of California, San Francisco）
  - 聖塔芭芭拉分校（University of California, Santa Barbara）
  - 聖塔克魯茲分校（University of California, Santa Cruz）

### 私立大學
- 藝術中心設計學院 （ArtCenter College of Design, ArtCenter or ACCD）
- 阿蘇薩太平洋大學（Azusa Pacific University, APU)
- 加利福尼亞浸會大學(California Baptist University)
- 加州理工学院（California Institute of Technology, Caltech）
- 查普曼大學 （Chapman University）
- 克萊蒙學院 （Claremont Colleges）
- 克萊蒙研究大學 （Claremont Graduate University, CGU）
- 克萊蒙特·麥肯納學院 （Claremont McKenna College, CMC）
- 哈維穆德學院 （Harvey Mudd College）
- 金門大學（Golden Gate University, San Francisco）
- 凱克研究院 （Keck Graduate Institute）
- 拉西瑞亞大學（La Sierra University）
- 拉文大学（University of La Verne, ULV）
- 羅馬林達大學（Loma Linda University）
- 羅耀拉馬利蒙特大學  （Loyola Marymount University, LMU）
- 西方學院（Occidental College, OXY）
- 太平洋大學 （University of the Pacific）
- 太平洋聯合學院（Pacific Union College）
- 佩珀代因大學 （Pepperdine University）
- 匹茲學院 （Pitzer College|Pitzer College）
- 波莫納學院 （Pomona College）
- 加利福尼亞聖瑪麗學院 （Saint Mary's College of California）
- 聖地牙哥大学（University of San Diego, USD）
- 三藩市大學（University of San Francisco，USF）
- 聖克拉拉大學 （Santa Clara University, SCU）
- 斯克利普斯學院 （Scripps College|Scripps College）
- 南加州大学（University of Southern California, USC）
- 史丹佛大学（Stanford University）
- 西來大學（lang|en|University of the West, Rosemead）
- 亞萊恩國際大學

## 永久停辦
- 聖名大學 (奧克蘭)（Holy Names University）[1]
- 謝拉山學院（Mt Sierra College）[2]
- 國家西班牙大學 (National Hispanic University)[3]

## 資料來源
1. ↑  .   [2024-09-16]. （原始内容存档于2024-09-16）.
2. ↑  .   [2024-09-18]. （原始内容存档于2024-09-18）.
3. ↑  . Nhu.edu.   [15 November 2017]. （原始内容存档于2017-05-24）.